# 佐藤六平
佐藤 六平（さとう ろっぺい、1879年8月27日 - 1960年12月3日）は、「火の用心居士」として知られた日本の社会活動家、政治家。静岡県磐田郡見付町（現在の磐田市）出身。
今日まで全国の消防団で行われている「火の用心三唱」の発案者として知られる。生涯を防火思想の高揚に捧げ、全国の消防組を巡り、防火思想の普及に努めた。またその活動に多くの財産を費やし、清貧に甘んじた。

## 経歴
佐藤敬三九の長男として生まれた。見付宿の素封家であった実家は明治26年に金物屋「佐藤商店」を開業。稼業の傍ら消防活動に尽力した。
- 1894年（明治27年）- 見付高等小学校 (旧制)旧見付学校卒業
- 1899年（明治32年）- 1924年（大正13年）見付町青年会長
- 1900年（明治33年）- 東京行余会改良簿記学校商業科卒業
- 1900年（明治33年）- 1907年（明治40年）見付町消防組消防手
- 1907年（明治40年）- 1917年（大正6年）見付町消防組小頭
- 1917年（大正6年） - 1939年(昭和14年) 見付町消防組組頭
- 1921年（大正10年）- 1929年（昭和4年）見付町会議員
- 1931年（昭和6年） - 1935年（昭和10年）静岡県会議員<ref>まとい会報第7号</ref>

## 人物
静岡県会出席時はいつも消防法被を着用するのが常であった。また、藍綬褒章受勲の際の園遊会にて、常時着用していた消防法被に目をとめられた昭和天皇から直接お言葉を賜ったが、緊張の余り「火の用心」と返答したとの逸話が残る。

## 親族
戦前の内閣書記官長や貴族院勅選議員を務めた柴田善三郎は従兄弟。逓信省にて部長職や逓信博物館長を務めた佐藤久彌は長女の婿にあたる。

## 栄典
- 1954年（昭和29年）3月 - 藍綬褒章
- 1960年（昭和35年）12月 - 従六位勲六等瑞宝章